# Формула-1 — Гран-прі Португалії
Гран-прі Португалії (порт. Grande Prémio de Portugal) — один з етапів чемпіонатів світу з автоперегонів у класі «Формула-1». Проводився у рамках чемпіонатів світу в сезонах 1958—1960, 1984—1996 та 2020—2021 років.
Гран-прі Португалії почало проводитись у 1951 році на трасі Боавішта (у місті Порту). У 1958 році цей етап увійшов до чемпіонаті світу з перегонів «Формула-1». 1958 року етап проводився на трасі у Лісабоні (Монсанто-Парк), після чого повернувся в Порту.
У 1972 році був відкритий новий автодром Ешторіл. У 1970-х роках на ньому проводилися перегони у класі «Формула-2». 1984 року офіційні Гран-прі «Формули-1» повернулися до Португалії. У першому ж після перерви португальському етапі, який був також завершальним, вирішилася доля чемпіонського титулу — Ален Прост здобув перемогу у перегонах, але поступився 0,5 очка у чемпіонаті Нікі Лауді.
З 1997 по 2019 роки етапи в Португалії не проводилися. У 2020 році, після довгої перерви, був проведений етап на автодромі Алгарве для розширення календаря сезону у зв'язку із ситуацією, викликаною пандемією COVID-19. У 2021 році перегони в Алгарві замінили виключений з календаря Гран-прі В'єтнаму.

## Переможці Гран-прі Португалії

### За роками

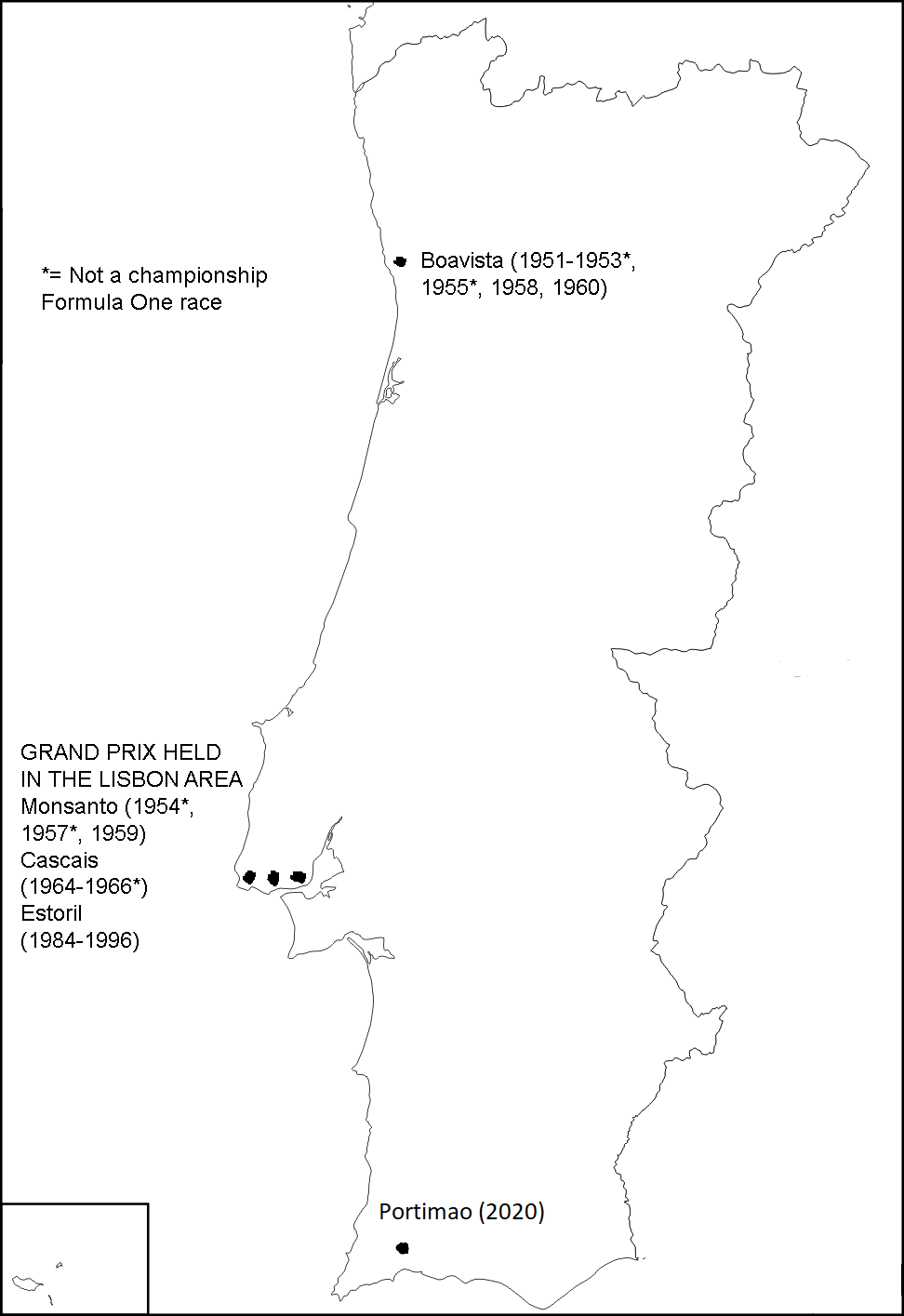
Карта з усіма локаціями Гарн-прі Португалії

Рожевий фон позначає подію, яка не була частиною чемпіонату світу Формули -1.
| Рік         | Пілот                 | Конструктор      | Місце          | Звіт           |
| ----------- | --------------------- | ---------------- | -------------- | -------------- |
| 1951        | Казиміру де Олівейра  | Ferrari          | Боавішта       | Звіт           |
| 1952        | Еудженіо Кастеллотті  | Ferrari          | Боавішта       | Звіт           |
| 1953        | Мане Ногейра Пінту    | Ferrari          | Боавішта       | Звіт           |
| 1954        | Хосе Фройлан Гонсалес | Ferrari          | Монсанто       | Звіт           |
| 1955        | Жан Бера              | Maserati         | Боавішта       | Звіт           |
| 1956        | Не проводилось        | Не проводилось   | Не проводилось | Не проводилось |
| 1957        | Хуан-Мануель Фанхіо   | Maserati         | Монсанто       | Звіт           |
| 1958        | Стірлінг Мосс         | Vanwall          | Боавішта       | Звіт           |
| 1959        | Стірлінг Мосс         | Cooper-Climax    | Монсанто       | Звіт           |
| 1960        | Джек Бребем           | Cooper-Climax    | Боавішта       | Звіт           |
| 1961 – 1963 | Не проводилось        | Не проводилось   | Не проводилось | Не проводилось |
| 1964        | Кріс Керрісон         | Ferrari          | Кашкайш        | Звіт           |
| 1965        | Родні Бантінг         | Cooper-Ford      | Кашкайш        | Звіт           |
| 1966        | Йорг Дублер           | Brabham-Ford     | Кашкайш        | Звіт           |
| 1967 – 1983 | Не проводилось        | Не проводилось   | Не проводилось | Не проводилось |
| 1984        | Ален Прост            | McLaren-TAG      | Ешторіл        | Звіт           |
| 1985        | Айртон Сенна          | Lotus-Renault    | Ешторіл        | Звіт           |
| 1986        | Найджел Менселл       | Williams-Honda   | Ешторіл        | Звіт           |
| 1987        | Ален Прост            | McLaren-TAG      | Ешторіл        | Звіт           |
| 1988        | Ален Прост            | McLaren-Honda    | Ешторіл        | Звіт           |
| 1989        | Герхард Бергер        | Ferrari          | Ешторіл        | Звіт           |
| 1990        | Найджел Менселл       | Ferrari          | Ешторіл        | Звіт           |
| 1991        | Ріккардо Патрезе      | Williams-Renault | Ешторіл        | Звіт           |
| 1992        | Найджел Менселл       | Williams-Renault | Ешторіл        | Звіт           |
| 1993        | Міхаель Шумахер       | Benetton-Ford    | Ешторіл        | Звіт           |
| 1994        | Деймон Гілл           | Williams-Renault | Ешторіл        | Звіт           |
| 1995        | Девід Култхард        | Williams-Renault | Ешторіл        | Звіт           |
| 1996        | Жак Вільнев           | Williams-Renault | Ешторіл        | Звіт           |
| 1997 – 2019 | Не проводилось        | Не проводилось   | Не проводилось | Не проводилось |
| 2020        | Льюїс Гамільтон       | Mercedes         | Алгарве        | Звіт           |
| 2021        | Льюїс Гамільтон       | Mercedes         | Алгарве        | Звіт           |